# Art Tripp

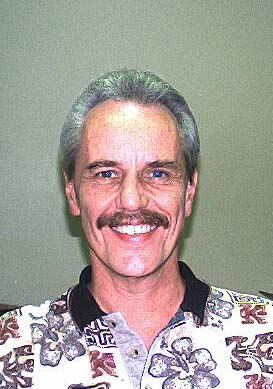
Art Tripp 2006

Arthur „Art“ Dyer Tripp, auch bekannt unter den Bühnennamen Ed Marimba und Ted Cactus (* 10. September 1944 in Athens (Ohio)), ist ein ehemaliger US-amerikanischer Schlagzeuger, der insbesondere durch seine Arbeit mit Frank Zappa sowie mit Captain Beefheart bekannt ist.

## Leben und Wirken
Tripp wuchs in Pittsburgh auf und begann in der Schule mit dem Schlagzeugspiel. Während seiner Highschoolzeit spielte er in einer lokalen Tanzband und erhielt Perkussionsunterricht bei Stanley Leonard vom Pittsburgh Symphony Orchestra. Ab 1961 besuchte er das College-Conservatory of Music Cincinnati, wo er mit John Cage arbeitete, als dieser dort Artist in Residence war. Während seines Bachelorstudiums in Cincinnati wurde er Mitglied im Cincinnati Symphony Orchestra, mit dem er 1966 auch auf einer Welttournee war. 1967 wechselte er für sein Masterstudium an die Manhattan School of Music in New York, wo er in Kontakt mit Frank Zappa kam und diesem vorspielte. Tripp wurde daraufhin Mitglied der Mothers of Invention, mit denen er sieben Alben aufnahm und auf mehrere Tourneen durch Europa und die Vereinigten Staaten ging. Nach Auflösung der Band spielte er mit Tim Buckley im September 1969 (Live at the Troubadour 1969) und nahm an den Aufnahmen von King Kong: Jean-Luc Ponty Plays the Music of Frank Zappa teil, um dann in Captain Beefhearts Magic Band zu wechseln, in der er bis 1975 tätig war. Mit seinen Beefheart-Kollegen Bill Harkleroad und Mark Boston war er an der Gründung von Mallard beteiligt. 
Nach einer Unterbrechung zwischen 1975 und 1978 arbeitete er kurzzeitig als Studiomusiker in Hollywood, bevor er sich ab 1978 zum Chiropraktiker ausbilden ließ und in Eureka (Kalifornien) und seit 2000 in Gulfport (Mississippi) praktizierte.

## Diskographie (Auswahl)
- Mothers of Invention: Cruising with Ruben & the Jets (1968, LP, Verve)
- Mothers of Invention: Uncle Meat (1969, 2LP, Bizarre)
- Wild Man Fischer: An Evening With Wild Man Fischer (1969, LP, Bizarre/Reprise)
- Mothers of Invention: Burnt Weeny Sandwich (1970, LP, Bizarre)
- Mothers of Invention: Weasels Ripped My Flesh (1970, LP, Bizarre)
- Captain Beefheart and the Magic Band: Lick My Decals Off, Baby+ (1970, LP, Straight)
- Jean-Luc Ponty: King Kong (1970, LP, World Pacific Jazz ST20172)
- Captain Beefheart and the Magic Band: The Spotlight Kid (1972, LP, Reprise)
- Captain Beefheart and the Magic Band: Clear Spot (1972, LP, Reprise)
- Captain Beefheart and the Magic Band: Unconditionally Guaranteed (1974, LP, Mercury)
- Mallard: Mallard (1975, LP, Virgin Records V2045)
- Captain Beefheart and the Magic Band: Shiny Beast (Bat Chain Puller) (1978, LP, Warner)
- Al Stewart: Time Passages (1978, LP, Arista)

## Filmografie
- 1971: 200 Motels
- 1987: Uncle Meat
- 1989: The True Story of Frank Zappa's 200 Motels